# Radíkovice
Radíkovice (en allemand : Radikowitz) est une commune du district de Hradec Králové, dans la région de Hradec Králové, en République tchèque. Sa population s'élevait à 190 habitants en 2022.

## Géographie
Radíkovice se trouve à 6 km au sud-est de Nechanice, à 10 km à l'ouest de Hradec Králové et à 91 km à l'est-nord-est de Prague.
La commune est limitée par Hrádek et Dolní Přím au nord, par Těchlovice à l'est, par Libčany au sud et par Radostov à l'ouest.

## Histoire
La première mention écrite de la localité date de 1365.

## Transports
Par la route, Radíkovice se trouve à 6,5 km de Nechanice, à 13 km de Hradec Králové et à 108 km de Prague. 